# Mont Kusatsu-Shirane
Le mont Kusatsu-Shirane (草津白根山, Kusatsu Shirane-san) est un volcan actif de 2 160 m d'altitude situé dans la préfecture de Gunma, au Japon.

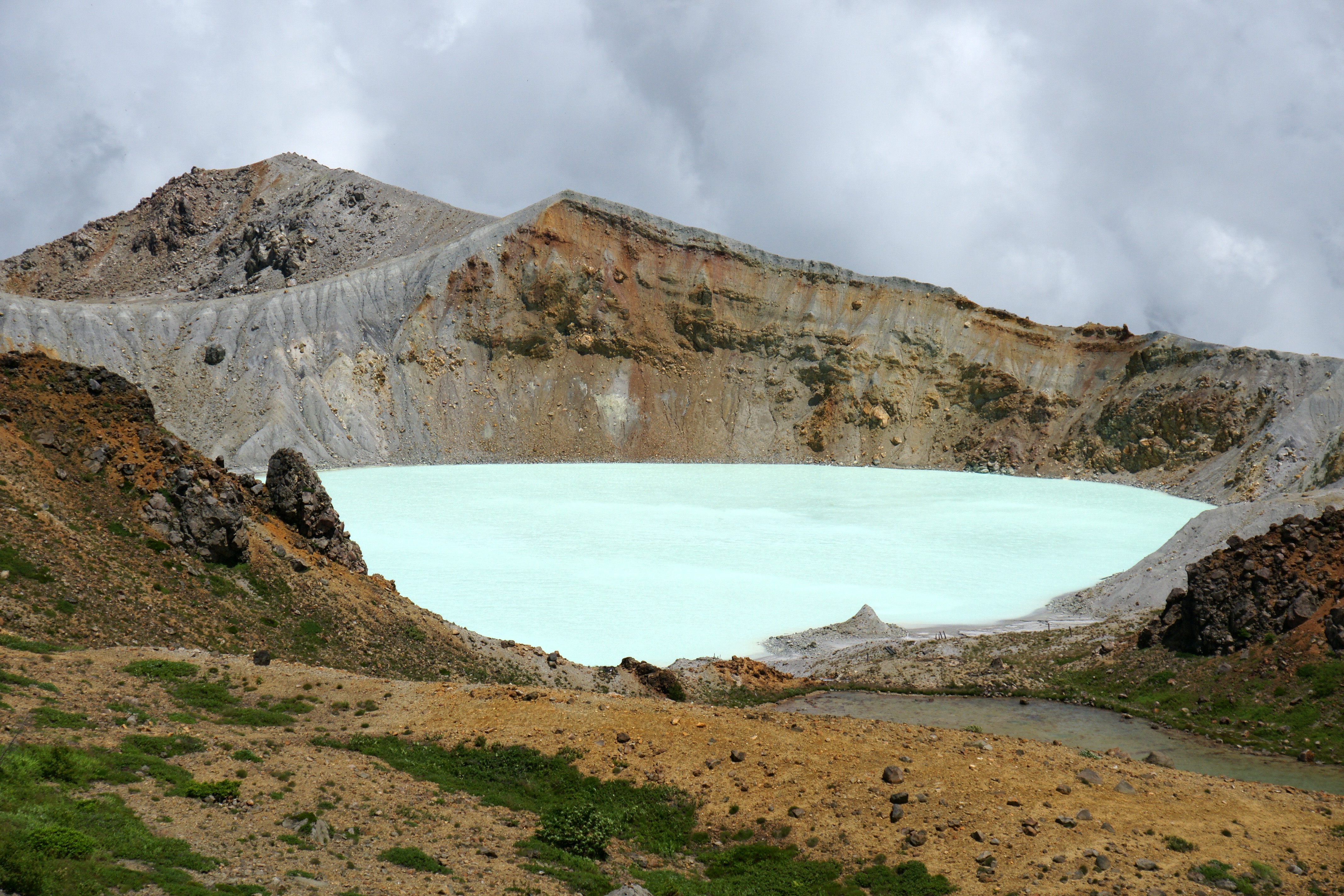
Vue du lac de cratère de Yugama.